# Vöhingen

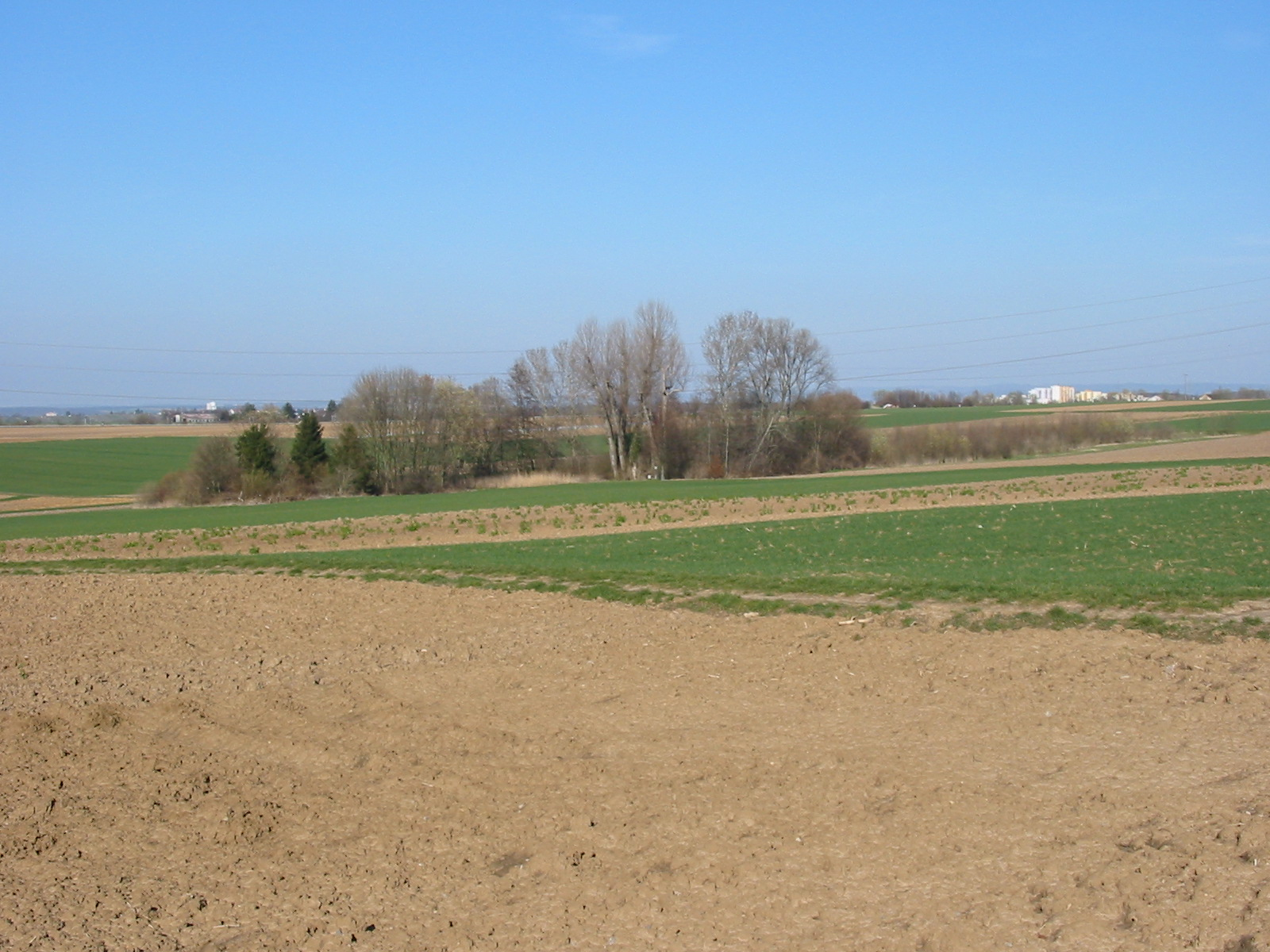
Gehölz am Standort der Vöhinger Kirche inmitten fruchtbarer Äcker auf Lössboden

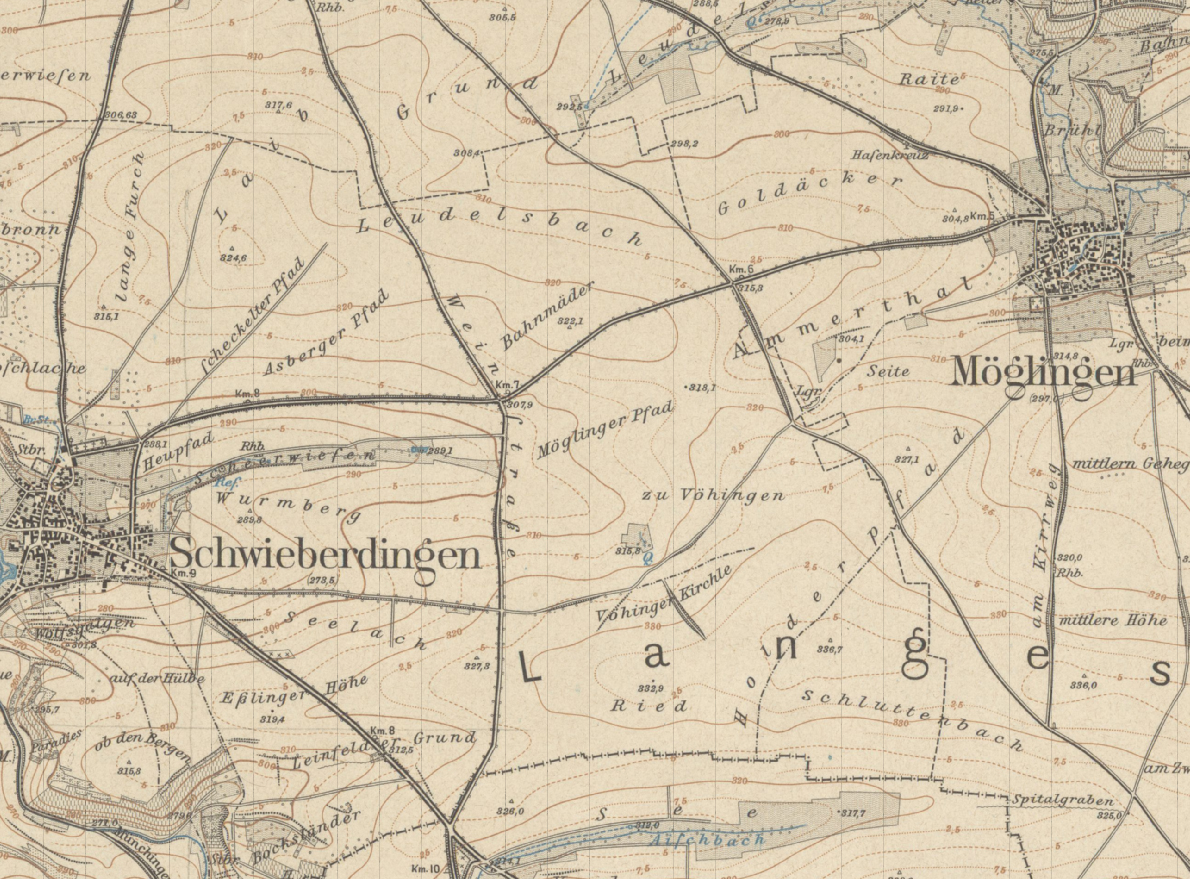
Vöhinger Wüstung und Hohlwegrelikt auf der Topographischen Karte 7020 von 1896

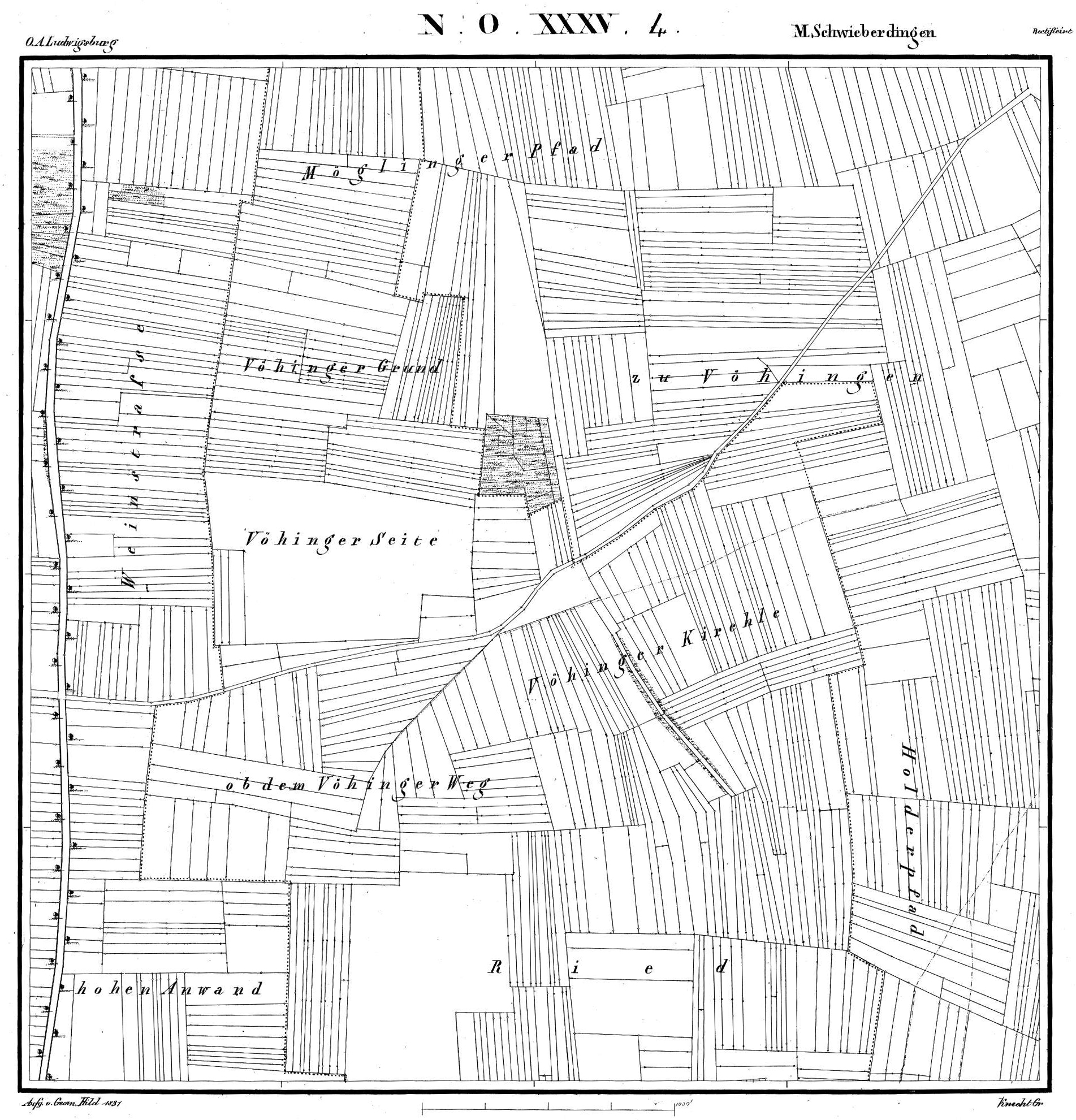
Flurnamen verweisen auf die Wüstung (1831)

Die Wüstung Vöhingen ist ein ehemaliges Dorf, das auf der Gemarkung der heutigen Gemeinde Schwieberdingen in Baden-Württemberg liegt. Vöhingen befindet sich an der Quelle des Scheerwiesen-Baches etwa 2,5 Kilometer östlich des heutigen Schwieberdinger Ortskerns und ca. elf Kilometer nordwestlich von Stuttgart auf dem Langen Feld. Die Wüstung liegt großteils unter Baumbewuchs. Dieser ist ziemlich auffällig, da die großen Äcker dieser Region nach der Flurbereinigung in den späten 1950er Jahren wenig Platz für Hecken und Gebüsch lassen.
Im östlichen Markungsbereich Schwieberdingens erinnert eine um 1870 gepflanzte Pappelgruppe und ein 1978 gesetzter Gedenkstein an das im 14. Jahrhundert abgegangene Vöhingen. Der Ursprung des Dorfes liegt im frühen Mittelalter, wie alemannische Funde bezeugen.

## Geschichte
Vöhingen wurde möglicherweise im Jahre 779 zusammen mit Grüningen (heute Markgröningen) erstmals urkundlich erwähnt. Aufgrund von Bodenfunden gilt eine alemannische Besiedlung zur Merowingerzeit im 6. bis 7. Jahrhundert als sicher. Im 12. Jahrhundert erlebte der Ort nach Einschätzung von Archäologen noch eine Blütezeit. Mit seinen teilweise gepflasterten Straßen und der vermutlich im 9. Jahrhundert erbauten, den außergewöhnlichen Heiligen Bakchos und Sergios gewidmeten Kirche war das Dorf nicht unvermögend. Die Äcker um das Dorf bieten bis heute fruchtbare Lössböden.
1229 soll das Kloster Bebenhausen ein von Pfalzgraf Rudolf von Tübingen überlassenes Gut in Vöhingen besessen haben. Während des 13. und 14. Jahrhunderts wurden immer mehr Gehöfte aufgegeben. 1358 wurden 33 Morgen brach gefallene Äcker im Besitz des Grüninger Frühmessers erwähnt. Um diese Zeit verließen vermutlich die letzten Bewohner das Dorf.

### Abwanderung nach Grüningen?
Eine mögliche Erklärung für das schleichende Ende könnte die Pestwelle von 1347 gewesen sein. Zuvor kommt aber auch ein geopolitischer Faktor infrage: Nördlich der Wüstung Vöhingen lag das um 1226 bereits als Stadt erwähnte und von den Grafen von Grüningen erweiterte Grüningen, das eine hohe Anziehungskraft auf die Bevölkerung der umliegenden Weiler ausgeübt und so auch der Dorfbevölkerung Vöhingens neue Lebensperspektiven geboten haben dürfte.
Diese These bestätigen Quellen, die Heyd in seiner Abhandlung über die Grafen von Grüningen und in seiner Markgröninger Stadtgeschichte nennt:
- Als Graf Conrad, Sohn Graf Hartmanns II. von Grüningen, 1300 starb, war Werner von Vöhingen sein Beichtvater. Er war Leutpriester der Bartholomäuskirche in Grüningen und Kirchherr von Vöhingen, also offenbar verwandt mit den andernorts genannten Ortsherren Ludwig und Albert von Vöhingen, Vater und Sohn. Werners Siegel auf der Nachlassurkunde des Grafen zeigte die Heiligen Bakchos und Sergios, denen – möglicherweise auf Initiative Werners – unter anderen Heiligen auch ein Altar in Grüningen geweiht war.[6]
- Gemäß einer Urkunde vom 7. März 1313 war Werner von Vöhingen inzwischen zum Dekan des Landkapitels und Pfarrer zu Grüningen aufgestiegen.[6]
- 1325 stiftete „Wernher, Vikar und Dekan zu Gröningen“, am „Altar der Heiligen Johannes des Täufers, Laurentius, Georg, Sergius und Bachus, Martin, Margareta und Elisabeth“ eine Messpfründe.[7]
- 1331 zog Werners Amtsnachfolger Hermann von Stockach dessen Hof in Vöhingen zur Kaplanei Johannes des Täufers in Grüningen.[8]
- Albert von Vöhingen wurde 1350 Frühmesser des Altars Johannes des Täufers in Grüningen.[8]
- Zwischen 1347 und 1356 besaß Heinrich von Aldingen, sesshaft in Grüningen, einen 160 Morgen umfassenden Hof in Vöhingen.[9]
- Laut einer Urkunde von 1353 hat Wolf von Nippenburg den Geistlichen Conrad Fryde von Grüningen an die Kirche von Vöhingen bestellt.[10]
- Am 28. Juni 1358 beurkundete der Propst von Allerheiligen zu Speyer, dass der Frühmesser des Altars St. Johanns des Evangelisten in der Pfarrkirche zu Grüningen vor ihm die 33 Morgen „Brachensacker“ in Vöhinger Mark zu Erblehen verliehen habe.[11]
- Eine Urkunde von 1366 bestätigt laut Heyd den Übergang des Zehnten und der Vogtei zu Vöhingen von den Neuen zu Gröningen auf Eberlin Welling, dessen Nachkommen sich laut Oetingers Landbuch von 1624 später Welling von Vehingen nannten.
- Der Offizial des Propsts von Allerheiligen zu Speyer beurkundete am 1. Juli 1391 auf Wunsch des Kirchherrn zu Grüningen, dass der Priester Hermann Wägener, Pfründner auf der Kanzel der Pfarrkirche, einen Hof zu Vehingen an den ehrbaren Knecht Kraft gen. Salbe von Schwieberdingen zu Erblehen verliehen hat.[12]

Offenbar hat die Ortsherrschaft von Vöhingen bereits im 14. Jahrhundert in Grüningen residiert und vermutlich auch von ihnen abhängige Bauern mitgenommen. Später wurden die Herren von Nippenburg Kirchherr zu Vöhingen, denn 1481 ließ Hans von Nippenburg das „Vöhinger Kirchle“ noch einmal ausbessern. Bis zur Reformation wurde dort wöchentlich die Heilige Messe gelesen. In seinem Bericht an Herzog Christoph beschrieb der Grüninger Vogt Hippolytus Resch 1555 erste Bauschäden vor allem am Dach. Darauf wurde die Vöhinger Kirche dem Verfall preisgegeben und schließlich als „Steinbruch“ genutzt. Ein in Möglingen entdeckter Schmuckstein von der Vöhinger Kirche entpuppte sich als römischer Gedenkstein. So erscheint es naheliegend, dass hier vor der alemannischen Landnahme ein römischer Gutshof bestand, aus dem vermutlich ein Herrenhof der Herren „von Vehingen“ hervorging.

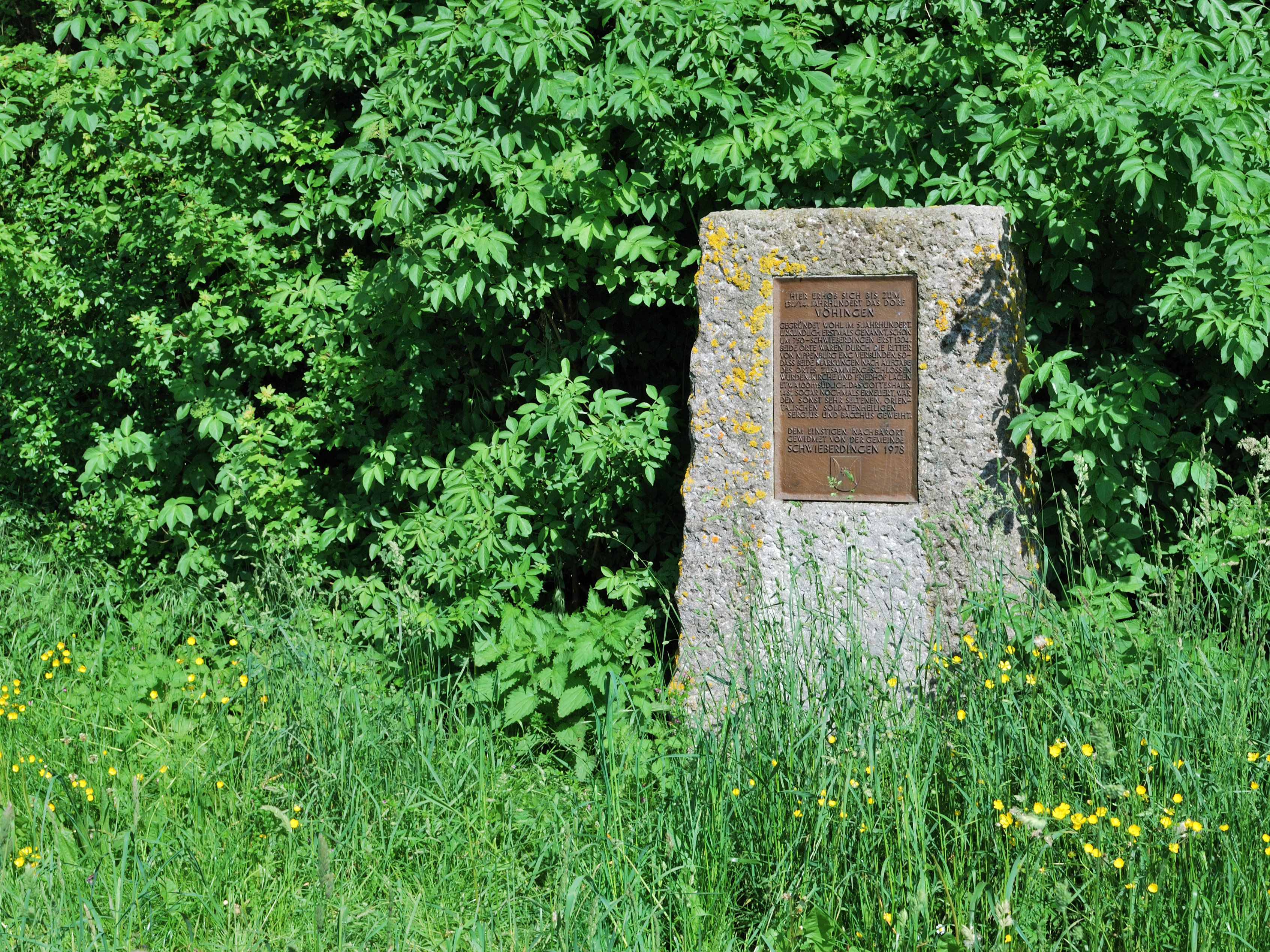
Gedenkstein am Vöhinger „Wäldle“

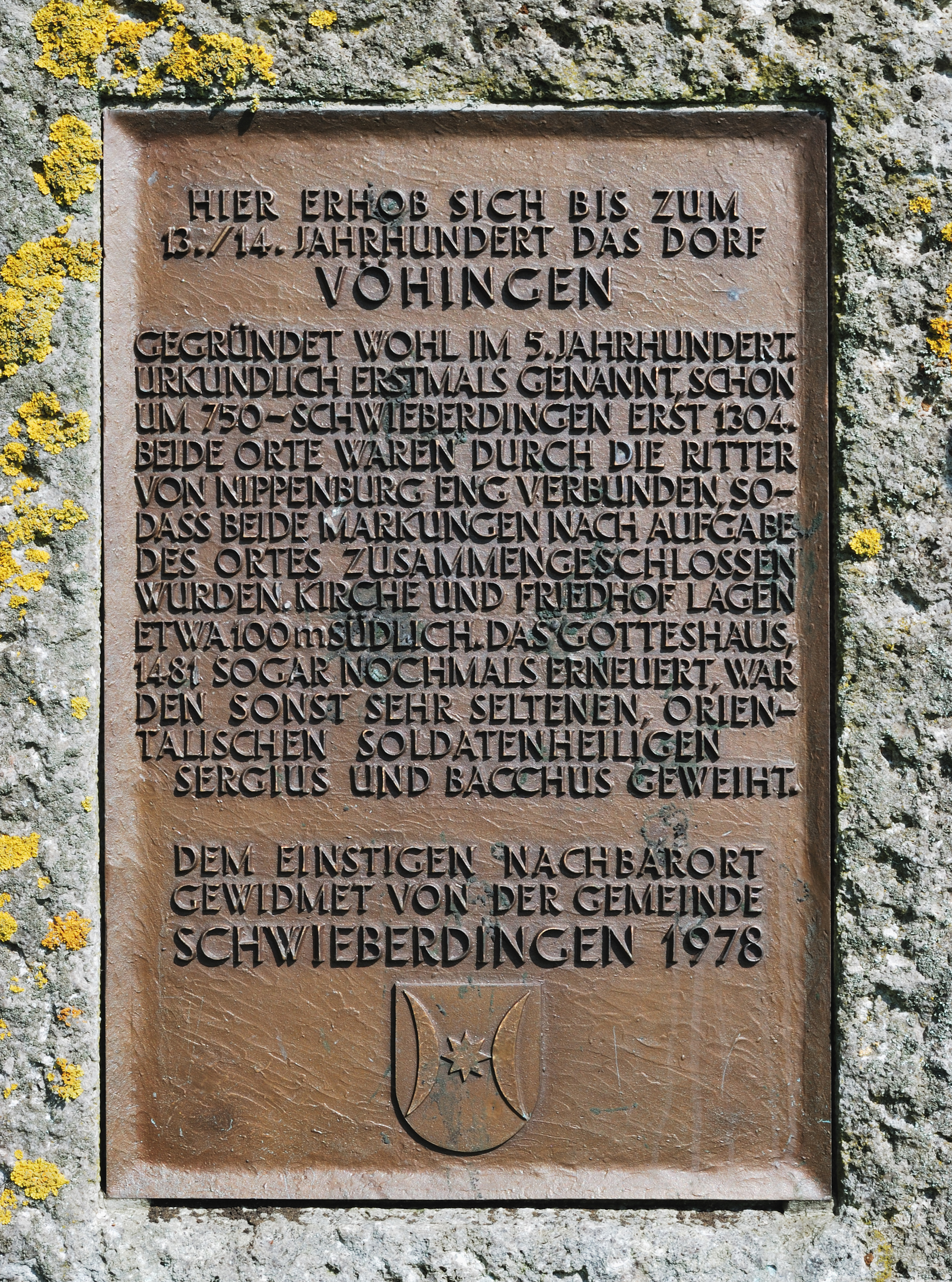
Text der Gedenktafel

### Verbliebene Hinweise
Auf das ehemalige Dörfchen Vöhingen deuten heute noch Bezeichnungen wie der von Schwieberdingen ausgehende „Vöhinger Weg“, der „Vöhinger Grund“ an der Senke der Weinstraße (von Markgröningen nach Münchingen), das „Vöhinger Pfädle“ nach Kornwestheim oder der „Vöhinger Graben“ hin: ein offenbar einst stärker befahrener Hohlweg von Markgröningen über Vöhingen nach Esslingen. Auf alten Karten findet man auch noch das „Vöhinger Kirchle“, welches bis ins 16. Jahrhundert erhalten blieb. „1756 rechnen die Schwieberdinger das Vöhinger Feld zu ihrer Markung, aber mit Widerspruch Möglingens, das behauptet, dass dieses Feld weder der Möglinger, noch der Schwieberdinger Markung besonders einverleibt sey“. 1829 zählte es jedoch definitiv zur Schwieberdinger Markung. Bis zur Flurbereinigung in den 1920er Jahren war der Vöhinger Teil allerdings noch extra „versteint“. Reste der Kirche und des Hohlwegs waren noch sichtbar, wurden jedoch planiert.
Im Jahre 1978 hat die Gemeinde Schwieberdingen dem einstigen Nachbarort eine Gedenktafel gewidmet. Diese und eine Sitzbank stehen heute mitten in einem alles überwuchernden Gehölz.

### Ausgrabungen
Dort führte das damalige Landesdenkmalamt Baden-Württemberg (2005 aufgelöst) Ausgrabungen durch, sie wurden aber wegen Geldmangel bald wieder eingestellt. Grabungsfunde zeigten, dass das Dorf im 11./12. Jahrhundert in seiner dörflichen Struktur noch vollständig erhalten war. In dem seit dem Hochmittelalter belegten Friedhof um die einstige Dorfkirche wurden etwa 350 Skelette freigelegt. Es wurde mit etwa 1000 Bestattungen gerechnet. Es gab Pläne, das ehemalige Dorf Vöhingen als erste vollständige mittelalterliche Wüstung in Süddeutschland freizulegen und zu erforschen.